# Северо-Западный округ ПВО
Северо-Западный округ ПВО — оперативно-стратегическое территориальное объединение Войск ПВО Вооружённых Сил СССР, а затем Вооружённых Сил России, существовавшее в период с 1946 по 1948 годы, для выполнения задач противовоздушной обороны административных и экономических объектов.

## История организационного строительства
- Управление воздушной обороны Москвы (с 25.04.1918 г.);
- 1-й отдельный территориально-позиционный зенитный артиллерийский дивизион (1924)
- 31-й отдельный зенитный артиллерийский дивизион (1924—1929);
- 1-я бригада ПВО (с 21.09.1929 г.);
- 1-я дивизия ПВО (с 17.08.1931 г.);
- 1-й корпус ПВО (с 11.01.1938 г.);
- Московская зона ПВО (с июня 1941 г.);
- Московский корпусной район ПВО (27.12.1941 г.)[1] в составе Московского военного округа;
- Московский фронт ПВО (с 5 апреля 1942 года)[2][3]
- Особая Московская армия ПВО (с 29 июня 1943 года)[4];
- Центральный фронт ПВО (с 24 декабря 1945 г.)[5];
- Северо-Западный округ ПВО[6] (с 23 мая 1946 года);
- Московский район ПВО[7] (с 14 августа 1948 года);
- Московский округ ПВО[8] (с 20 августа 1954 года);
- Московский округ ВВС и ПВО (с 1998 года);
- Командование специального назначения(с 1 сентября 2002 года);
- Объединённое стратегическое командование воздушно-космической обороны (с 1 июля 2009 года);
- Командование противовоздушной и противоракетной обороны (с 1 декабря 2011 года);
- 1-я армия противовоздушной и противоракетной обороны (с 2015 года).

## Формирование округа
Северо-Западный округ ПВО образован 23 мая 1946 года на базе Центрального округа ПВО в связи с дальнейшим совершенствованием системы ПВО страны на основании Директивы Генерального штаба ВС СССР.

## История
В мае 1948 года район проверял командующий войсками ПВО страны Маршал Советского Союза Леонид Александрович Говоров, который поставил задачу на перехват группы бомбардировщиков условного противника. В воздух было поднято 30 истребителей. Лётчики действовали умело и решительно. "Противник" был атакован на заданному рубеже. Всему личному составу объявлена благодарность, а особо отличившегося в "бою" подполковника Шапочку наградили ценным подарком.
14-16 февраля 1948 года состоялась первая окружная партийная конференция.

## Переформирование округа
Управление Северо-Западного округа ПВО 14 августа 1948 года в соответствии с Директивой Генерального штаба ВС СССР переформировано в Управление Московского района ПВО I-й категории.

## Командование округа[10]

### Командующие
- генерал-лейтенант артиллерии Гудыменко Пётр Емельянович, с 23.05.1946 г. по 01.1948 г.;
- генерал-полковник артиллерии Журавлев Даниил Арсентьевич, с 01.1948 г. по 14.08.1948 г.

### Начальник штаба
- генерал-майор артиллерии Смирнов Иван Семенович с 23.05.1946 г. по 14.08.1948 г.

### Заместитель командующего по политической части
- генерал-майор Матвеев Дмитрий Тимофеевич с 23.05.1946 г. по 14.08.1948 г.

### Начальник политического управления округа
- генерал-майор авиации Грубич Андрей Петрович с 23.05.1946 г. по 14.08.1948 г.

## Боевой состав округа
В состав округа вошли:
- Московский истребительный авиационный корпус ПВО - 19-я воздушная истребительная армия ПВО;
- Ленинградский гвардейский истребительный авиационный корпус ПВО (Ленинград);
- 5-й корпус ПВО (переведен из Литвы в Москву);
- 16-й Особый корпус ПВО (Ленинград);
- 15-я дивизия ПВО (Рига, Вильнюс, Каунас);
- 19-я дивизия ПВО (Минск, Гомель));
- 106-я истребительная авиационная дивизия ПВО (Рига);
- 122-я истребительная авиационная дивизия ПВО (Мурманск);
- 125-я истребительная авиационная дивизия ПВО (Каунас);
- 142-я истребительная авиационная дивизия ПВО (Горький);
- 144-я истребительная авиационная дивизия ПВО (Минск, Гомель);
- 328-я истребительная авиационная дивизия ПВО (Смоленск, Брянск);
- отдельный зенитный артиллерийский полк (Смоленск);
- отдельный зенитный артиллерийский полк (Горький);
- отдельный зенитный артиллерийский полк (Мурманск);
- отдельный зенитный артиллерийский дивизион (Брянск);
- отдельный зенитный артиллерийский дивизион (Тула);
- отдельный зенитный артиллерийский дивизион (Ярославль);
- отдельный зенитный артиллерийский дивизион (Воронеж);
- части и подразделения ВНОС;
- 1-я зенитная прожекторная дивизия ПВО;
- 2-я зенитная прожекторная дивизия ПВО;
- 3-я зенитная прожекторная дивизия ПВО;
- 4-я зенитная прожекторная дивизия ПВО;
- части обеспечения.

### Вооружение
Всего предполагалось наличие 1392 самолета-истребителя, 791 зенитных орудия и 28 РЛС в частях ВНОС. В 1946 г. на вооружение округа поступает один из лучших по тому времени самолётов с поршневым двигателем — Ла-9. Но эра самолётов с поршневыми двигателями уходила в прошлое. С огромной радостью лётчики округа встретили первые реактивные истребители. Им выпала честь первыми освоить эти грозные крылатые машины: МиГ-9, а затем и МиГ-15. Новая техника поступала на вооружение частей зенитной артиллерии. На смену 37-мм прибыли более совершенные 57-мм автоматические орудия. Зенитно-артиллерийский комплекс, включавший в себя 100-мм пушку КС-19, ПУАЗО-7 и СОН-4, позволял успешно вести борьбу с воздушными целями, имевшими скорость около 1000 км/ч и высоту полёта до 12 тысяч метров. Для уничтожения противника на больших высотах предназначались 130-мм зенитки.

## Базирование штаба
| Период                  | Город  |
| ----------------------- | ------ |
| 23.05.1946 - 18.08.1948 | Москва |
|                         |        |